# كلفن خيمينيز
كلفن خيمينيز هو لاعب كرة قاعدة دومينيكاني، ولد في 27 أكتوبر 1980 في Sánchez, Dominican Republic ‏ في جمهورية الدومينيكان.

## وصلات خارجية
- كلفن خيمينيز على موقع دوري كرة القاعدة الرئيسي (الإنجليزية)
- كلفن خيمينيز على موقع الدوري الياباني لكرة القاعدة (الإنجليزية)
- كلفن خيمينيز على موقع دوري كوريا الجنوبية لكرة القاعدة (الإنجليزية)
- كلفن خيمينيز على موقعبيزبول رفرنس.كوم (الدوري الرئيسي) (الإنجليزية)
- كلفن خيمينيز على موقعبيزبول رفرنس.كوم (الدوري الثانوي) (الإنجليزية)
- كلفن خيمينيز على موقع إي إس بي إن.كوم (أم.أل.بي) (الإنجليزية)
- كلفن خيمينيز على موقع مشجعي الرسوم البيانية (الإنجليزية)